# Peter Birkhäuser
Peter Birkhäuser, né le 7 juin 1911 à Bâle et mort le 22 novembre 1976 à Binningen, est un affichiste, portraitiste et peintre visionnaire suisse, connu pour ses peintures illustrant l'imagerie des rêves dans le contexte de la psychologie analytique. 

## Biographie
Peter Birkhäuser naît le 7 juin 1911 à Bâle. Fils d'un oculiste, il grandit dans sa ville natale. Sa mère meurt prématurément et il est élevé par son père dans un environnement rationaliste et agnostique. Il souhaite être peintre dès son plus jeune âge et quitte le lycée pour étudier dans une école d'art dirigée par l'artiste bâlois Niklaus Stoecklin.
Au début de sa carrière d'artiste, il produit des natures mortes et des paysages, des plaques ex libris, des timbres, des dessins animés pour le magazine satirique Nebelspalter, des affiches et des portraits. Il rencontre sa future épouse Sibylle Oeri au début des années 30, et ils se marient en 1939. 
Un soir, alors qu'il travaille dans son atelier, il est frappé par l'image d'un papillon de nuit qui voltige contre la fenêtre. Il peint cette image en 1944, et plus tard l'interprète comme symbolique de son propre état d'esprit : le papillon de nuit, représentant son âme, lutte contre la vitre pour atteindre la lumière, représentant la conscience. Cette image précipite une crise dans sa carrière, entraînant une période de stagnation et de dépression. 
Pendant cette période, il rencontre les œuvres de CG Jung et commence à analyser ses rêves. Lui et sa femme entrent dans l'analyse jungienne avec Marie-Louise von Franz. Au cours des 35 années suivantes, il recueille et travaille sur plus de 3 400 de ses rêves, en discutant avec von Franz et correspondant avec Jung lui-même. 
En les interprétant, ses rêves reflètent souvent des images de lui-même comme étouffé par la tradition artistique, et le pousse à rompre avec ses contraintes stylistiques antérieures. En 1956, il réalise une percée artistique avec sa peinture The World's Wound, la première d'une longue série d'œuvres peintes directement à partir d'images de rêve inconscient. 
Ses nouvelles œuvres ne sont pas bien accueillies par la communauté artistique suisse et il faut plusieurs années avant qu'elles soient suffisamment reconnues pour assurer à Birkhäuser et à sa femme un revenu satisfaisant. La plupart du soutien initial pour son nouveau travail vient d'un public plus jeune, principalement basé aux États-Unis. 
En 1971, sa femme meurt à 32 ans et il développe une grave affection pulmonaire. Néanmoins, il produit un certain nombre de ses peintures les plus importantes au cours des cinq dernières années de sa vie. 
Peter Birkhäuser meurt le 22 novembre 1976 à Binningen.
En 1980, une sélection de ses dernières œuvres est publiée dans le livre Light from the Darkness : The Paintings of Peter Birkhäuser, édité et présenté par sa fille et son fils, Eva Wertanschlag et Kaspar Birkhäuser, avec des commentaires sur les peintures de Marie-Louise von Franz. En plus de ses peintures, le livre comprend également une conférence de 1970 par Birkhäuser intitulée "Analytical Psychology and the Problems of Art".

## Citations
« I experience a power within myself which is not the same as my conscious ego.  It has forced me to adopt a path quite foreign to my conscious attitude, a path which totally contradicted my will and everything I considered important.  Before I was able to obey this power, I first needed to be crushed and almost destroyed.  I often felt it was a pity this process had taken so long, but now, looking back over thousands of dreams and the sacrifices of a long, hard development, I can see how valuable the experience has been. »

— in conversation with Dean Franz, ca. 1975.

« This mysterious power has its own will and ends.  It knows things that no human being could know.  So I'm sure  it would not be wrong to give it the name  of God.  It is after all greater than every human faculty.  It is what we impute to God, to know the future, or to know what an individual should do in the decades ahead. »

— in conversation with Dean Franz, ca. 1975.